# Европско првенство групе Ц у америчком фудбалу 2007.
Европско првенство групе Ц у америчком фудбалу 2007. било је друго издање континенталног сениорског шампионата у америчком фудбалу за трећи ранг (Група Ц). Одржано је у августу месецу у Аустрији. Учествовало је пет екипа, а победник је постала репрезентација Аустрије и пласирала се у Групу Б.

## Учесници
На финалном турниру учествовало је укупно пет репрезентација.
| Учесници шампионата                                     |
| ------------------------------------------------------- |
| Аустрија · Швајцарска · Норвешка · Холандија · Србија · |

## Резултати
Групни део шампионата одигран је у Волфсбургу у периоду од 12. до 16. августа 2007. године.
| Датум           | Селекција  | Селекција  | Резултат |
| --------------- | ---------- | ---------- | -------- |
| 12. август 2007 | Аустрија   | Србија     | 59:3     |
| 14. август 2007 | Швајцарска | Холандија  | 40:8     |
| 14. август 2007 | Србија     | Норвешка   | 14:6     |
| 16. август 2007 | Аустрија   | Швајцарска | 35:7     |
| 16. август 2007 | Норвешка   | Холандија  | 27:0     |

### Финале
Утакмица за треће место и финални меч одиграни су у Бечу 18. августа. Победник шампионата, Аустрија, пласирала се у Групу Б Европског шампионата.
| Датум           | Селекција  | Селекција | Резултат |
| --------------- | ---------- | --------- | -------- |
| 18. август 2007 | Швајцарска | Србија    | 17:15    |
| 18. август 2007 | Аустрија   | Норвешка  | 20:14    |

| Првак Европе Ц Групе 2007. |
| -------------------------- |
| Аустрија 1. титула         |